# Tungstat de liti
El tungstat de liti o wolframat de liti és un compost inorgànic, del grup de les sals, que està constituït per anions tungstat o wolframat {\displaystyle {\ce {WO4^{2-}}}} i cations liti (1+) {\displaystyle {\ce {Li+}}}, la qual fórmula química és {\displaystyle {\ce {Li2WO4}}}.

## Propietats
El tungstat de liti es presenta en forma de pols incolora o blanca, i cristal·litza en el sistema trigonal o romboèdric. El seu punt de fusió és de 742 °C i densitat 3,71 g/cm³. És soluble dins aigua.

## Aplicacions
El tungstat de liti s'utilitza per a la preparació de ceràmiques amb baixes temperatures de sinterització i com a catalitzador per a reaccions d'acoblament oxidatiu.